# Präsidentschaftswahl in Kenia 2022
Die Präsidentschaftswahl in Kenia 2022 fand am 9. August 2022 in Kenia statt. Gleichzeitig fanden Wahlen für das nationale Parlament und Regionalwahlen statt. Bei der Direktwahl durfte der bisherige Präsident Uhuru Kenyatta nicht wieder antreten. Nach Unruhen bei der vorhergehenden Wahl standen diese unter erhöhter internationaler Aufmerksamkeit. Am 15. August 2022 wurde William Ruto als Sieger der Wahlen bekanntgegeben.

## Ablauf der Wahl

### Vorlauf zur Wahl
William Ruto, der bisherige Vizepräsident Kenias, hatte sich mit dem bisherigen Präsidenten Uhuru Kenyatta überworfen. Die Nominierung seines Vize-Präsidents-Kandidaten fand am 15. Mai 2022 statt. Er positionierte sich im Wahlkampf als Kandidat des einfachen Volkes, der nicht aus einer politischen Dynastie entstammte.
Raila Odinga, ehemaliger Premierminister Kenias, war bei den vorherigen Wahlen als Kandidat der Opposition angetreten. Nach der Wahl 2017 schloss er eine Kooperation mit seinem ehemaligen Gegner Uhuru Kenyatta. Im März 2022 wurde bekannt, dass dieser ihn entgegen seinem eigenen Vizepräsidenten unterstützte.

### Wahlablauf
Nachdem die vorhergehenden Wahlen mit Gewalttätigen Ausschreitungen einhergingen, stand diese unter erhöhter internationaler Aufmerksamkeit. Die Wahlen wurden als friedlich und mit einzelnen logistischen Problemen beschrieben.

### Auszählung der Wahl
Bei dieser Wahl arbeitete die unabhängige Wahlkommission Independent Electoral and Boundaries Commission nach neuen Regeln, um mit mehr Transparenz Ausschreitungen wie bei vorhergehenden Wahlen zu entgegnen. Diese schrieben vor, dass nach sieben Tagen das Ergebnis verkündet werden müsste. Die Ergebnisse der einzelnen Wahllokale waren kurz nach der Wahl im Internet abrufbar und mussten anschließend von der Wahlkommission verifiziert werden. Dies führte dazu, dass zunächst nationale Medien eigene Rechnungen vornahmen und veröffentlichten, diese sich jedoch widersprachen. Dies stoppten sie jedoch am 12. August, um weitere Verunsicherungen zu vermeiden. Am 15. August wurde dann verkündet das die Ergebnisse bekanntgegeben werden sollten. Vor der Bekanntgabe gaben Vertraute von Odinga bekannt, dass sie die Ergebnisse nicht überprüfen können. Kurz darauf erklärten vier der sieben Mitglieder der Wahlkommission, darunter die Vize-Präsidentin Juliana Cherera, dass sie auf Grund der verschleiernden Art der letzten Phase der Auszählungen die Ergebnisse nicht anerkennen könnten. Daraufhin kam es im Wahlzentrum zu tumultartigen Szenenen, bevor die Lage beruhigt werden konnte. In der Folge verkündete der Präsident der Wahlkommission Wafula Chebukati die Ergebnisse, die William Ruto als Sieger erklärten.

### Folgen der Wahl
Nach der Verkündung der Ergebnisse kam es zu Ausschreitungen. Im Rahmen der Verfassung ging der unterlegene Raila Odinga gegen die Auszählung der Wahl vor dem Supreme Court of Kenya vor. Dieser entschied einstimmig, dass die Wahl korrekt abgelaufen war und unterstellte denjenigen, die die Wahl anfochten, dass ihre "sensationellen Informationen", die sie dem Gericht vorgelegt hatten, teils auf gefälschten Dokumenten beruhten.

## Ergebnisse
Die Wahlkommission gab am 15. August folgende Ergebnisse bekannt.
| Kandidat             | Vizepräsidents-Kandidat | Partei                     | Stimmen    | %     |
| -------------------- | ----------------------- | -------------------------- | ---------- | ----- |
| William Ruto         | Rigathi Gachagua        | United Democratic Alliance | 7.176.141  | 50,49 |
| Raila Odinga         | Martha Karua            | Azimio La Umoja            | 6.942.930  | 48,85 |
| George Wajackoyah    | Justina Wambui          | Roots Party of Kenya       | 61.969     | 0,44  |
| David Waihiga Mwaure | Ruth Mutua              | Kenya National Congress    | 31.987     | 0,3   |
| Total                | Total                   | Total                      | 14.213.027 | 100   |